# Philippe Devaux
Pour les articles homonymes, voir Devaux.
Philippe Devaux est un philosophe et logicien belge, né en 1902 et mort en 1979, qui a enseigné la logique et la philosophie analytique à l'université de Liège. Par ses ouvrages et par ses nombreuses traductions, notamment de Russell (dont il était l'ami) et de Whitehead, il a fortement contribué à la réception de la philosophie analytique dans la sphère francophone.
Après avoir publié une première étude sur Alexander en 1929, Philippe Devaux devient chercheur qualifié du FNRS belge et fait un séjour de deux années, en qualité d'Advanced Fellow, aux universités de Berkeley et Harvard, où il suit notamment les cours de Whitehead. Devenu professeur à l'université de Liège, il a également enseigné aux universités de Bruxelles, de Manchester, de Hull et de Londres. Il eut pour étudiant et assistant Paul Gochet à l'université de Liège.
Il a appartenu au comité de patronage de Nouvelle École à partir de 1978.

## Publications

### Œuvres personnelles
- Le Système d'Alexander : exposé critique d'une théorie néo-réaliste du changement, Vrin, 1929.
- De Thalès à Bergson : introduction historique à la philosophie européenne, Liège, Sciences et Lettres, 1949.
- Bertrand Russell ou la Paix dans la Vérité, Paris, Seghers, 1967.
- Les modèles de l'expérience, Wetteren, Universa, 1976.
- La Cosmologie de Whitehead, tome I : L'Épistémologie whiteheadienne, Louvain-la-Neuve, Les Éditions Chromatika, 2007.

### Traductions
- Alfred North Whitehead, Le Devenir de la religion.
- Alfred North Whitehead, La Fonction de la raison et autres essais.
- Bertrand Russell, La Méthode scientifique en philosophie : notre connaissance du monde extérieur.
- Bertrand Russell, Signification et vérité.
- Bertrand Russell, L'Analyse de la matière.
- Bertrand Russell, De la dénotation, l'âge de la science.
- (avec N. Thyssen-Rutten) Karl Popper, La Logique de la découverte scientifique.